# The Man in the High Castle (Fernsehserie)
The Man in the High Castle ist eine von 2015 bis 2019 erschienene, US-amerikanische dystopische Science-Fiction-Fernsehserie. Sie basiert lose auf dem im Original gleichnamigen Roman Das Orakel vom Berge (englischer Originaltitel: The Man in the High Castle) von Philip K. Dick aus dem Jahr 1962. Die Serie spielt in einer Alternativwelt, in der das Deutsche Reich und das Japanische Kaiserreich den Zweiten Weltkrieg gewonnen und große Teile des Staatsgebiets der Vereinigten Staaten besetzt haben. Anfänglicher Showrunner und Ideengeber der Serie war Frank Spotnitz. Von 2015 bis 2019 veröffentlichte der Video-on-Demand-Anbieter Prime Video vier Staffeln mit je zehn Episoden.

## Handlung

### Überblick

Die politische Karte des früher den USA gehörenden Territoriums in der Serie

Flagge des Großdeutschen Reiches im von den Nazis besetzten Teil der ehemaligen USA in der Serie

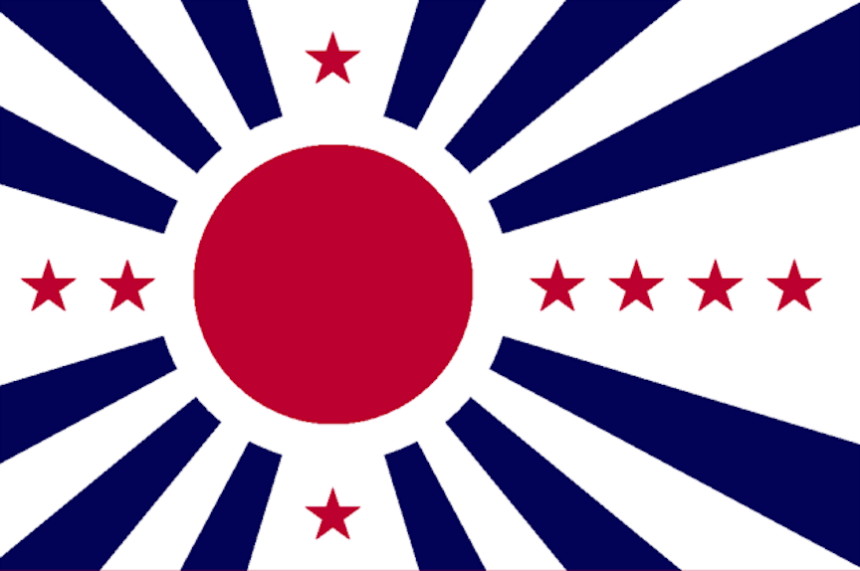
Flagge der Japanischen Pazifikstaaten in der Serie

Es wird eine Alternativweltgeschichte erzählt, in der die Achsenmächte den Zweiten Weltkrieg 1947 gewonnen und daraufhin die Vereinigten Staaten unter sich aufgeteilt haben: Das Großdeutsche Reich hat die Ostküste und weite Teile des Südens besetzt (Greater Nazi Reich), die Japaner die Westküste (Japanese Pacific States). Dazwischen existiert ein neutrales, verarmtes Territorium, das allerdings von den Eroberern abhängig ist. In den besetzten Teilen herrschen die Besatzer mit harter Hand, wobei die Nazis im Osten ihre rassistische Politik fortsetzen und sich gezielt auf amerikanische Kollaborateure stützen, die teils hohe Posten bekleiden. 
Einer Weltkarte zufolge, die in der 2. Staffel zu sehen ist, beherrscht das Deutsche Reich neben dem Großteil Nordamerikas auch Teile Mittel- und Südamerikas (an der Küste Brasiliens und Argentiniens), ganz Europa und Afrika sowie Vorderasien. Japan kontrolliert Ostasien, Indien, Australien, Ostsibirien und die Westküsten Nord- und Südamerikas. Weite Teile Zentralasiens, Sibiriens und Teile Mittel- und Südamerikas unterstehen keiner direkten Kontrolle der beiden Supermächte.
Die eigentliche Handlung beginnt 1962. Adolf Hitler lebt, doch man rechnet mit seinem baldigen Tod, so dass bei den Nazis interne Machtkämpfe um die Nachfolge im Gange sind. Teile der deutschen Führung wollen die Zusammenarbeit mit den Japanern seit dem Sieg über die Alliierten beenden, und das Kaiserreich mit einem Militärschlag ausschalten. 
In den von den Deutschen kontrollierten Gebieten agiert derweil eine Widerstandsgruppe, in deren Kreisen Filme kursieren, die von einem Mann mit dem Decknamen The Man in the High Castle stammen sollen und eine völlig andere Realität zeigen, in der Japan und Deutschland von den Alliierten besiegt worden sind. In dieser Welt entwickelt sich die Geschichte der Protagonisten zwischen Politik, Spionage, Verfolgung, Widerstand, Liebe und den beiden gegnerischen Überwachungsstaaten Japan und Deutsches Reich. Die Funktion der ominösen Filmrollen wird erst zu Beginn der zweiten Staffel aufgeklärt. Im Anfang von Staffel Drei wird auf ihre Herkunft aus einer Parallelwelt, sogenannten Multiversen, eingegangen. Menschen, die sich aus ungeklärten Gründen zwischen diesen Welten bewegen können, Reisende genannt, haben die Filme mitgebracht. Die Nazis arbeiten an einer Maschine, um dauerhaft dorthin zu gelangen, damit sie auch diese Territorien erobern können. Die Japaner sind ebenfalls im Besitz einiger Filme, deren Aufnahmen unter anderem die Zündung der (US-amerikanischen) Wasserstoffbombe auf dem Bikini-Atoll enthalten. Da das Atoll jetzt zum Kaiserreich gehört, können sie die Deutschen so glauben machen, dass sie bereits im Besitz dieser Technik sind, so ihre technische Rückständigkeit verschleiern und die Nazis vor einem Angriff abschrecken.

### Staffel 1
1962 in der alternativen Welt kommt Juliana Crain im japanisch besetzten San Francisco mit dem Widerstand in Kontakt, als ihre Halbschwester Trudy durch den Kempeitai-Inspektor Kido getötet wird. Vor Trudys Tod erhält Juliana von ihr eine Filmrolle mit einer Wochenschau namens The Grasshopper Lies Heavy. Der Film spielt in einer alternativen Historie, in der die Alliierten den Krieg gewonnen und damit Deutschland und Japan besiegt haben. Er gehört zu einer Filmreihe, die von einer geheimnisvollen, als „Mann im hohen Schloss“ bekannten Person gesammelt und verbreitet wird, sehr zum Ärger des Führers Adolf Hitler. Juliana glaubt, dass die Wochenschau eine alternative Realität widerspiegelt und Teil einer größeren Wahrheit über die Welt ist, wie sie sein sollte. Ihr Freund Frank Frink – der aus Angst vor den Besatzern seine jüdische Abstammung geheim hält – hält die Wochenschau nur für eine Falschmeldung. Juliana erfährt, dass Trudy den Film einer Kontaktperson in Canon City in der Neutralen Zone übergeben sollte, und fährt an ihrer Stelle dorthin.
In Canon City begegnet Juliana dem Widerstandsmitglied Joe Blake, der eigentlich Trudy erwartet hat. Joe ist allerdings ein Doppelagent, der für die Nazis unter dem SS-Obergruppenführer (vgl. Generalleutnant) John Smith arbeitet. Smith überlebt einen Mordanschlag, der wahrscheinlich durch den Widerstand verübt worden ist, und beginnt, zu ermitteln, wer die Informationen über seine Fahrtroute weitergegeben hat. Frank wird gefangen genommen und misshandelt, als Japaner und Nazis wegen Julianas Aktivitäten Verdacht schöpfen. Da er den Japanern nicht die gesuchten Informationen geben kann, vergasen diese mit Zyklon B Franks Schwester und deren beiden Kinder und rechtfertigen das mit deren jüdischer Abstammung. Als Vergeltung will Frank den nach San Francisco kommenden japanischen Kronprinzen töten, bis ihm in der Menschenmenge vor dem Podium Zweifel kommen. In diesem Moment wird der Kronprinz durch einen Heckenschützen lebensgefährlich verletzt.
Der in San Francisco arbeitende japanische Handelsminister Nobusuke Tagomi trifft sich insgeheim mit dem hochrangigen SS-Standartenführer (vgl. Oberst) Rudolph Wegener, der inkognito als schwedischer Geschäftsmann unterwegs ist. Beide sind betroffen über das Machtvakuum, das sich wahrscheinlich ergeben wird, wenn Hitler entweder gestorben oder wegen seiner zunehmenden Parkinson-Erkrankung zum Rücktritt gezwungen sein wird. Wegener erklärt, dass Hitlers Nachfolger die deutschen Atombomben gegen Japan einsetzen und die Kontrolle über den Rest der früheren Vereinigten Staaten sowie weitere Kolonien erlangen könnten. Aktuell befinden sich Japan und das Nazireich allerdings in einer angespannten Beziehung, wobei die Japaner technologisch hinterherhinken, da sie nicht über Kernwaffen, überschallschnelle Flugzeuge und Raketen verfügen. Smith wird in New York City vom stellvertretenden SS-Chef Reinhard Heydrich besucht und erfährt von dessen Ambitionen, Hitler zu ersetzen. Heydrich lädt Smith zu einer gemeinsamen Jagd ein, bei der er vor die Wahl gestellt wird, die Verschwörung zu unterstützen oder getötet zu werden. Heydrich erhält einen Anruf, von dem er eigentlich die Nachricht über Hitlers Ermordung durch den erpressten Wegener erwartet hat, aber tatsächlich informiert ihn Hitler darin persönlich darüber, dass die Verschwörung gescheitert ist. Smith sperrt daraufhin Heydrich als Verräter ein. Hitler scheint zudem viele der Filme über die alternative Realität zu besitzen. In der letzten Szene der Staffel sitzt Handelsminister Tagomi auf einer Bank und schließt die Augen. Als er sie wieder öffnet, findet er sich plötzlich in einem alternativen San Francisco wieder, in dem die USA nicht durch die Nazis besiegt wurden – im Oktober 1962 während der Kubakrise.

### Staffel 2
Gejagt von den Japanern, die sie für mindestens einen Mord verantwortlich machen, ersucht Juliana in der Nazi-Botschaft in San Francisco um Asyl. Smith setzt sich persönlich für sie ein und nimmt sie ohne Joes Wissen mit nach New York.
Der Arzt Dr. Adler teilt John Smith mit, dass dessen Sohn Thomas an einer Muskeldystrophie leidet. Dies ist eine Erkrankung, die im Deutschen Reich gemeldet werden muss, damit Thomas zur Entlastung der Gesellschaft eingeschläfert werden kann. Um Thomas’ Gesundheitszustand geheim zu halten, wird Adler von Smith getötet, wobei Smith behauptet, der Tod sei durch einen Herzanfall verursacht worden.
Joe erfährt, dass er im Rahmen des Lebensborn-Programms geboren wurde und der einzige leibliche Sohn des hochrangigen Berliner Nazis Martin Heusmann ist. Schließlich versöhnen sich die beiden. Heusmann wird Interims-Reichskanzler, während Hitler im Koma liegt, bis die nationalsozialistische Partei einen Nachfolger gewählt hat. Heusmann gibt im Fernsehen bekannt, dass Hitler durch japanische Agenten ermordet worden sei, und verspricht, die Täter mit allen Mitteln inklusive Krieg zu bestrafen. Da Smith an Heusmanns Aussagen zweifelt, täuscht er Heydrich dessen Freilassung vor, der ihm daraufhin enthüllt, dass Heusmann hinter der Verschwörung steckt. Heusmann beabsichtigt, einen nuklearen Angriff der Nazis gegen das japanische Imperium zu befehlen, der Millionen Japaner und deren Herrscher das Leben kosten und das japanische Imperium zur Kapitulation zwingen würde, wodurch Heusmanns Position gestärkt würde.
Smith versucht, die Heusmann-Verschwörung zu zerschlagen, und gibt in Berlin dem Nazi-Reichsführer Heinrich Himmler so viele Anhaltspunkte für die Verschwörung, dass sie nicht als Hörensagen abgetan werden können, woraufhin Himmler Heusmann wegen Hochverrats und der Ermordung des Führers einsperren lässt; dabei kommt auch Joe in Haft.
Himmler verhindert in der Großen Halle die geplante Rede Heusmanns vor Tausenden von Nazis zur Kriegserklärung gegen Japan und informiert das Reich stattdessen darüber, dass Smith Heusmanns Verschwörung aufgedeckt hat. Smith wird als ein Nazi-Held verherrlicht und Himmlers Aufstieg zum Führer verheißt eine neue Ära von Frieden und Entspannung zwischen dem Japanischen Kaiserreich und dem Großdeutschen Reich.
Unterdessen hat Thomas Smith von seiner Erkrankung erfahren und liefert sich selbst zur „Euthanasie“ aus. Frank beschließt, seinen Pazifismus abzulegen und Mitglied des Widerstands der Japanischen Pazifikstaaten gegen das Japanische Kaiserreich zu werden. Er beteiligt sich an einem terroristischen Bombenanschlag auf das zentrale japanische Kommandogebäude in der Innenstadt von San Francisco. Der Anschlag tötet viele Mitglieder des japanischen Militärs und andere hochrangige Führer, entgegen der Erwartung der Terroristen aber nicht Kido. Juliana flüchtet aus New York. In der Neutralen Zone angekommen, trifft sie auf Trudy, die offensichtlich noch lebt.

### Staffel 3
Nach Monaten im Gefängnis wird Joe dazu gezwungen, seinen Vater Martin Heusmann hinzurichten, und wird Teil von Himmlers Geheimdienst. Juliana entdeckt, dass Trudy aus einer alternativen Realität kommt, in der Juliana gestorben ist, und trifft später den Schwarzmarkthändler Wyatt Price. Währenddessen lebt der entstellte Frank in einer geheimen Gemeinde aus Juden, er zeichnet dort antifaschistische Bilder, die in den japanisch besetzten Gebieten verbreitet werden. Tagomi und Admiral Inokuchi erkennen, dass das Deutsche Reich ein geheimes Ölembargo gegen das japanische Imperium verhängt hat. Reichsmarschall Rockwell intrigiert zusammen mit J. Edgar Hoover gegen den mittlerweile zum Oberstgruppenführer (vgl. Generaloberst) ernannten Smith. Nicole Dörmer stellt einen Propagandafilm her, in dem das Leben von Thomas Smith verherrlicht wird, und beginnt mit dem Nazifunktionär an einem neuen Propagandaprojekt namens Jahr Null, welches die Geschichte der früheren Vereinigten Staaten auslöschen soll. Dies beinhaltet die Zerstörung des Lincoln Memorial, der Liberty Bell und der Freiheitsstatue. Dörmer beginnt eine geheime Liebesbeziehung mit der New Yorker Journalistin Thelma Harris, die später, im Rahmen einer von Himmler angeordneten Razzia in einer Lesbengaststätte, verhaftet wird. Himmler entsendet Joe nach San Francisco auf eine vorgeblich diplomatische Mission, tatsächlich soll er dort eine Reihe Nazi-Überläufer und japanischer Funktionäre inkl. Tagomi töten. Ehe Joe die Tötung Tagomis gelingt, kann Juliana Joe aufhalten, indem sie ihn tötet. In New York ist Helen Smith wegen des Tods ihres Sohns Thomas am Boden zerstört. Im Affekt tötet sie die Witwe von Thomas’ Arzt, die von der Idee besessen ist, dass ihr Mann ermordet worden sei. Obwohl John Smith die Furcht hegt, dass ihr Geheimnis publik wird, lässt er Helen eine Therapie bei einem Psychiater beginnen, um das Trauma von Thomas’ Tod zu verarbeiten. Von Tagomi erfährt Juliana später, dass er ein Reisender ist und schon mehrfach die andere Welt bereist hat.
Währenddessen kommen Childan und Ed in Denver an, der kulturellen Hauptstadt der Neutralen Zone, mit einem Bus voller Americana-Devotionalien, die Childan in seinem Laden zu verkaufen hofft. Der Bus und fast alle Devotionalien werden aber von Straßenräubern gestohlen, und als Childan sich für die Rückkehr nach Kalifornien vorbereitet, zögert Ed, ihm zu folgen, da er eine Beziehung mit einem Mann namens Jack begonnen hat. Childan kehrt allein nach San Francisco zurück und findet seinen Laden durch eine japanische Familie besetzt vor. Kido verspricht, ihm den Laden zurückzugeben, wenn er im Gegenzug enthüllt, wo Ed ist, damit Kido Frank finden kann. Kido verfolgt Frank und enthauptet ihn rituell im ehemaligen Internierungslager Manzanar.
Smith erpresst Hoover und erreicht so, dass Rockwell vor Himmler als Lügner dasteht. Himmler entlässt deshalb Rockwell und ersetzt ihn als Reichsmarschall durch Smith. Smith wird vom Nazi-Forscher Josef Mengele in ein Forschungsprogramm eingeführt, das mit Untersuchungen einer gestorbenen und aus einer Nebenwelt zurückgekehrten Frau beginnt. Ziel der Untersuchungen und Experimente ist es, Menschen und Wehrmachtstruppen mit einer Maschine in Nebenwelten zu schicken. Die Maschine befindet sich im Lackawanna-Stollen, wo entsprechend der String-Theorie eine Anomalie solche Reisen ermöglicht. Juliana beginnt, die Erinnerungen ihres anderen Ichs aus der Nebenwelt zu erkunden, welches in dem Stollen durch Joe getötet wurde. Sie organisiert mit einigen Widerstandshelfern eine Expedition, um die Maschine zu zerstören. Smith und Himmler wohnen einem Menschenversuch bei, bei dem eine Testperson offenbar erfolgreich in die Nebenwelt transportiert wird, während drei andere sterben. Juliana hat die geheimen Dokumente, die aus dem Deutschen Reich stammen, an Tagomi übermittelt, der sie dazu nutzt, Smith bzgl. der Beendigung des Ölembargos unter Druck zu setzen. Smiths Tochter ist nun alt genug für die obligatorische medizinische Untersuchung, die einst Thomas’ Krankheit ans Licht brachte. Aus Angst vor den möglichen Ergebnissen und auf eine Verschiebung hoffend, flieht Helen mit ihren Töchtern in Richtung eines Strandhauses. Himmler erklärt offiziell den Beginn des Jahres Null, wobei die Luftwaffe die Freiheitsstatue bombardiert. Himmler schickt Nicole Dörmer in eine Umerziehungsanstalt in Deutschland. Ein von Wyatt engagierter Heckenschütze schießt auf Himmler und verletzt ihn schwer. Juliana und der Mann im Hohen Schloss werden von den Nazis gefangen genommen. Smith erfährt von Abendsen, dass Menschen nur dann in eine Alternativwelt reisen können, wenn ihr Alter Ego dort bereits gestorben ist. Smith versucht, Juliana von der Flucht in eine Nebenwelt abzuhalten, ohne dass ihm das gelingt, sie verschwindet vor seinen Augen.

### Staffel 4
Die Handlung setzt ein Jahr nach dem Ende der dritten Staffel ein. Juliana lebt in der Parallelwelt, in der die Vereinigten Staaten nicht von Nazis beherrscht werden. Da die Nazis in der Hauptwelt die Technik des Wechsels zwischen den Welten mittlerweile verbessert haben, bleibt ihnen Julianas Aufenthaltsort aber nicht lange verborgen. Sie entgeht ihrer Tötung durch einen von Reichsmarschall Smith geschickten Mörder nur knapp und wechselt danach wieder zurück in die Hauptwelt.
Eine Fraktion aus japanischen Militärs unter Führung des Generals Yamori ist für das Mordattentat auf Tagomi verantwortlich. Die Fraktion wollte damit die Macht über die nordamerikanischen Pazifikstaaten unabhängig von der Regierung in Japan erlangen. Um von sich als Schuldigen abzulenken, hat sie das Attentat einem Mitglied der Black Communists Rebellion (BCR) angehängt, einer Gruppe aus schwarzen Widerstandskämpfern in den japanisch besetzten Gebieten Nordamerikas. Takeshi Kido deckt das Komplott auf und sorgt für Yamoris Verhaftung. Unterstützt von weißen Rebellen um Wyatt Price, organisiert die BCR unterdessen ein Attentat auf hochrangige Japaner, um sich an ihnen für ihre Grausamkeit gegenüber den Schwarzen zu rächen. Robert Childan stellt danach für die BCR einen Kontakt zur japanischen Kronprinzessin her, die politische Bestrebungen unterstützt, dass die Japaner die Besatzung der nordamerikanischen Pazifikstaaten aufgeben. Bei einem daraufhin anberaumten Geheimtreffen zwischen einem von der Prinzessin geschickten Admiral und dem BCR-Anführer wird letzterer auf Veranlassung von Takeshi Kido aber erschossen. Die BCR, nun mehr und mehr von der Frau Bell Mallory angeführt, verübt danach eine Reihe von Sprengstoffanschlägen auf die Treibstoffversorgungsinfrastruktur der Japaner. Dadurch werden die japanischen Besatzer so sehr geschwächt, dass sie sich auf Veranlassung des Kaisers hin aus den Pazifikstaaten zurückziehen.
Die Ehe von John und Helen Smith leidet stark darunter, dass Helen – wie auch eine ihrer Töchter – die Nazi-Ideologie verstärkt in Frage stellt und deswegen fast ein Jahr lang bei ihrem Bruder in der Neutralen Zone gewohnt hat. Die nationalsozialistische Linientreue des Ehepaares Smith wird dadurch auch von den Eheleuten Himmler angezweifelt. Helens Verhalten bleibt auch den Widerstandskämpfern nicht verborgen, sodass Juliana und Wyatt sie als Informantin für den Widerstand zu gewinnen versuchen. Auch um seine Abberufung als nordamerikanischer Reichsmarschall zu verhindern, setzt John Smith in Kollaboration mit Wilhelm Görtzmann, dem Adjutanten Heinrich Himmlers, in Berlin einen Plan in die Tat um, bei dem Himmler und ein Großteil der Nazi-Führungsriege ermordet werden. Danach teilen John und Görtzmann die Herrschaft über das Reich unter sich auf, ersterer behält die Macht über Nordamerika, letzterer wird neuer Führer. Die Umsetzung des von John mitersonnenen Plans, nach dem Abzug der Japaner die nordamerikanischen Pazifikstaaten zurückzuerobern und die dortige, nichtarische Bevölkerung in Konzentrationslagern zu inhaftieren und zu vergasen, wird begonnen. Mit Helens Hilfe verüben die Rebellen ein Attentat auf John Smith, bei dem Helen stirbt und in dessen Folge er, von Juliana in die Enge getrieben, Suizid begeht. Während die Nazi-Führung wegen Johns Tod die Rückeroberung der Pazifikstaaten wieder abbricht, erlangen die Widerstandskämpfer gegen die Nazis die Kontrolle über das Portal in Pennsylvania, das zum Wechsel zwischen den Welten dient.

## Produktion

### Entstehungsgeschichte
Über eine TV-Adaption von Philip K. Dicks Das Orakel vom Berge, englischer Originaltitel: The Man in the High Castle, gab es schon einige Jahre Verhandlungen mit verschiedenen Produzenten und Sendern. Vorangetrieben wurde das Projekt vom Produzenten und Regisseur Ridley Scott, der mit dem Kinofilm Blade Runner bereits einen anderen Roman von Dick (Träumen Androiden von elektrischen Schafen?, englischer Originaltitel: Do Androids Dream of Electric Sheep?) verfilmt hatte.
2010 wurde angekündigt, dass die BBC eine vierteilige Adaption, geschrieben von Howard Benton, mit den Produktionsfirmen Headline Pictures, FremantleMedia Enterprises und Scott Free Productions coproduzieren wolle.
Das Fachblatt Variety berichtete am 11. Februar 2013, dass der Sender SyFy eine vierteilige Miniserie plane – zusammen mit Ridley Scott und Frank Spotnitz als ausführende Produzenten, nun mit Beteiligung der Produktionsfirmen Scott Free Productions, Headline Pictures und Electric Shepherd Productions.
Am 1. Oktober 2014 schließlich begannen in Roslyn, Washington die Dreharbeiten des Serienpiloten für die Pilot-Staffel von Amazon im Januar 2015. Die Adaption dafür kam von Frank Spotnitz; Produzenten waren Ridley Scott, David W. Zucker und Jordan Sheehan (Scott Free), Stewart Mackinnon und Christian Baute (Headline) sowie Isa Hackett und Kalen Egan (Electric Shepherd). Der Pilot wurde am 15. Januar 2015 gesendet. Amazon Studios Weg, über die Produktion von TV-Serien zu entscheiden, bindet die Zuschauer ein, indem Amazon mehrere Piloten dreht und parallel veröffentlicht. Die Daten der Zuschauernutzung entscheiden mit, welche Serien produziert werden. Am 18. Februar 2015 gab Amazon für The Man in the High Castle grünes Licht. Im Dezember 2015 wurde bekannt, dass die Serie um eine zweite Staffel verlängert werde.
Anfang Januar 2017 wurde die Serie um eine dritte Staffel verlängert. Zugleich wurde bekanntgegeben, dass Frank Spotnitz die Serie wegen kreativer Differenzen verlasse und Eric Overmyer Spotnitz’ Rolle als Produzent und Verantwortlicher übernehmen werde.

### Dreharbeiten

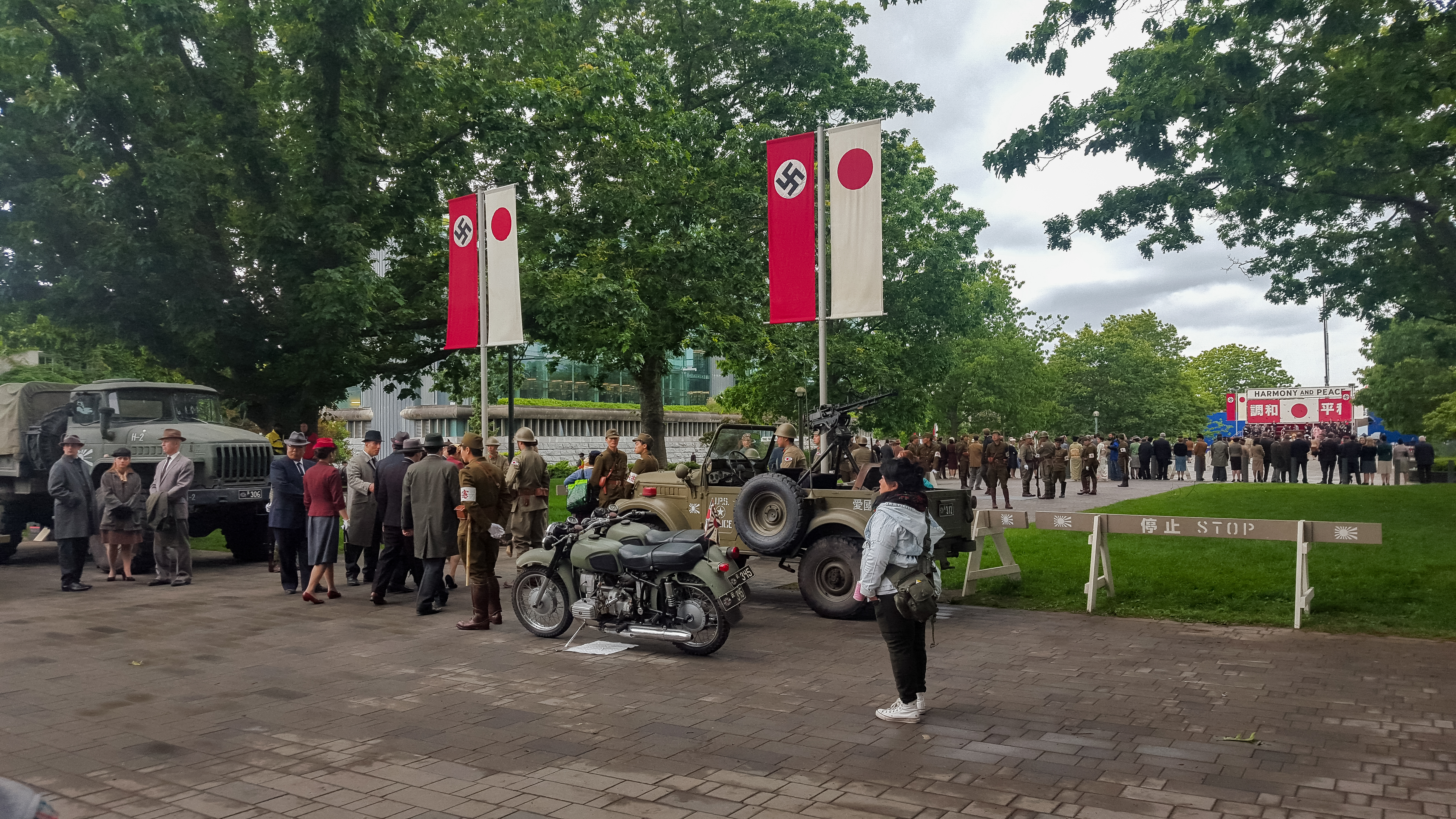
Dreharbeiten an der Universität von British Columbia

Im April 2014, nachdem die Serie bei Amazon grünes Licht bekommen hatte, diente  Seattle als Alternativwelt-Version von San Francisco: Drehorte waren die Einschienenbahn, das Paramount Theater, eine Zeitungsredaktion im Pike Place Market Bezirk sowie die Stadtteile Capitol Hill, Chinatown-International District und Georgetown. In Roslyn wurde unter anderem um das Roslyn Café gedreht, das auch aus der Fernsehserie Ausgerechnet Alaska bekannt ist. Weitere Szenen wurden in New York City aufgenommen.
Ein weiterer Drehort ab April 2014 war Vancouver, Kanada: Die Promenade am Coast Capital Savings Building, die Universität und Downtown rund um die West Georgia Street waren die zentralen Schauplätze dort.
Die Aufnahmen für das Führerhauptquartier (1. Staffel, 10. Episode) fanden bei und in der Festung Hohenwerfen in Werfen bei Salzburg statt. Die Innenaufnahmen der Begegnung zwischen Hitler und Rudolph Wegener wurden im Erdgeschoss der Maifeldtribüne des Glockenturms gedreht.

### Marketing
Aufsehen erregte Amazon, als es die Serie mit Plakaten bewarb, auf denen die Freiheitsstatue mit Hitlergruß und roter Nazischärpe zu sehen ist. Amazons andere Werbung in der New Yorker U-Bahn – die Sitzbänke und die Decke wurden auf einer Seite mit der fiktiven Flagge von Nazi-Amerika und auf der anderen Seite mit der vom japanischen Amerika beklebt – wurde aufgrund von heftiger Kritik aus der Bevölkerung auf Anweisung des Gouverneurs Andrew Cuomo entfernt.

### Soundtrack
Der Soundtrack zur Serie wurde von DJ Danger Mouse unter Beteiligung von bekannten Musikern wie Angel Olsen, Norah Jones, Michael Kiwanuka oder Beck im Stil der 1960er Jahre produziert, und am 7. April 2017 unter dem Titel Resistance Radio veröffentlicht.

## Besetzung und Synchronisation
Die deutsche Synchronfassung für die erste Staffel erstellte die Münchner Mo Synchron GmbH, für die zweite Staffel die Münchner Film- & Fernseh-Synchron GmbH. Dialogregie führte Peter Woratz, der für manche Episoden auch das Dialogbuch verfasste. Zu den Dialogbuchautoren gehörten weiterhin Carina Krause (Staffel 1) und Cornelius Frommann (Staffeln 2 bis 4).
Die nachstehende Tabelle nennt für alle Hauptfiguren sowie für die wichtigsten, in mehr als einer Staffel auftretenden, übrigen Figuren die Schauspieler sowie deren deutsche Synchronsprecher und Zugehörigkeit zur Hauptbesetzung (●) bzw. zu den Neben- und Gastdarstellern (•). Platz für Schauspieler von Nebenfiguren, die nur in einer Staffel auftreten, bieten die Staffel-Artikel.
|                           |                        | Staffel | Staffel | Staffel | Staffel |                      | |
| Rollenname                | Schauspieler           | 1       | 2       | 3       | 4       | Dt. Synchronsprecher | Rolle im Hauptuniversum |
| ------------------------- | ---------------------- | ------- | ------- | ------- | ------- | -------------------- | --- |
| Juliana Crain             | Alexa Davalos          | ●       | ●       | ●       | ●       | Anke Kortemeier      | Widerstandsmitglied |
| Frank Frink               | Rupert Evans           | ●       | ●       | ●       |         | Manou Lubowski       | Jüdischstämmiger Kunstfälscher und Widerstandsmitglied, Ex-Freund von Juliana |
| Joe Blake, Josef Heusmann | Luke Kleintank         | ●       | ●       | ●       |         | Max Felder           | Agent des Nazi-Reichs, Lebensborn-Kind, Deckname in Staffel 3: Joe Cinadella |
| Ed McCarthy               | DJ Qualls              | ●       | ●       | ●       |         | Benedikt Gutjan      | Arbeitskollege und Freund von Frank Frink |
| John Smith                | Rufus Sewell           | ●       | ●       | ●       | ●       | Marcus Off           | Ehemann von Helen Smith, Vater von Amy, Jennifer und Thomas Smith, bis Staffel 2: SS-Obergruppenführer, Staffel 3: SS-Oberst-Gruppenführer, ab Staffel 3: Reichsmarschall von Nordamerika |
| Helen Smith               | Chelah Horsdal         | •       | •       | ●       | ●       | Claudia Lössl        | Ehefrau von John Smith, Mutter von Amy, Jennifer und Thomas Smith |
| Nobusuke Tagomi           | Cary-Hiroyuki Tagawa   | ●       | ●       | ●       |         | Reinhard Glemnitz    | Japanischer Handelsminister in den Pazifik-Staaten |
| Takeshi Kido              | Joel de la Fuente      | ●       | ●       | ●       | ●       | Claus-Peter Damitz   | Chief Inspector, leitender Beamter der Kempeitai in den Pazifik-Staaten |
| Gary Connell              | Callum Keith Rennie    |         | ●       |         |         | Matthias Klie        | Anführer des Widerstands in den Pazifik-Staaten |
| Robert Childan            | Brennan Brown          | •       | ●       | ●       | ●       | Manfred Trilling     | Kunst- und Antiquitätenhändler, Hehler |
| Nicole Dörmer             | Bella Heathcote        |         | ●       | ●       |         | Farina Brock         | Propaganda-Expertin, Lebensborn-Kind, Nichte von Joseph Goebbels |
| Mark Sampson              | Michael Gaston         | •       | •       | ●       |         | Crock Krumbiegel     | Freund von Frank Frink |
| Wyatt Price               | Jason O’Mara           |         |         | ●       | ●       | Tobias Kluckert      | Schwarzhändler, Widerstandsmitglied |
| Bell Mallory              | Frances Turner         |         |         |         | ●       | Jacqueline Belle     | Führendes Mitglied der Widerstandsgruppe Black Communists Rebellion |
| Sergeant Yoshida          | Lee Shorten            | •       | •       |         |         | Patrick Schröder     | Partner von Kido |
| Lemuel Washington         | Rick Worthy            | •       | •       | •       | •       | Matti Klemm          | Betreiber eines Imbisses in der Neutralen Zone und Widerstandsmitglied |
| Rudolph Wegener           | Carsten Norgaard       | •       | •       | •       |         | Thomas Wenke         | NS-Funktionär und Ex-Kriegskamerad von John Smith |
| Trudy Walker              | Conor Leslie           | •       | •       | •       |         | Maren Rainer         | Halbschwester von Juliana Crain |
| Arnold Walker             | Daniel Roebuck         | •       | •       |         |         | Walter von Hauff     | Stiefvater von Juliana Crain |
| Anne Crain Walker         | Macall Gordon          | •       | •       |         |         | Dagmar Dempe         | Ehefrau von Arnold Walker, Mutter von Juliana Crain und Trudy Walker |
| Erich Raeder              | Aaron Blakely          | •       | •       | •       |         | Nils Dienemann       | SS-Sturmbannführer, Adjutant von John Smith |
| Kotomichi                 | Arnold Chun            | •       | •       | •       | •       | Julian Manuel        | Assistent von Tagomi |
| Amy Smith                 | Gracyn Shinyei         | •       | •       | •       | •       | Lilian Weckmann      | Tochter von John und Helen Smith |
| Jennifer Smith            | Genea Charpentier      | •       | •       | •       | •       | Julika Klaffs        | Tochter von John und Helen Smith |
| Thomas Smith              | Quinn Lord             | •       | •       | •       | •       | Manuel Scheuernstuhl | Sohn von John und Helen Smith |
| Paul Kasoura              | Louis Ozawa Changchien | •       | •       |         |         | Enno Kapitza         | Wohlhabender japanischer Anwalt mit Verbindungen zur Yakuza |
| Betty Kasoura             | Tao Okamoto            | •       | •       |         |         | Chiharu Röttger      | Ehefrau von Paul Kasoura |
| Reinhard Heydrich         | Ray Proscia            | •       | •       |         |         | Tobias Lelle         | SS-Oberst-Gruppenführer |
| Rita Pearce               | Jessie Fraser          | •       | •       |         |         | Tatjana Pokorny      | Ehemalige Lebensgefährtin von Joe Blake |
| Taishi Okamura            | Hiro Kanagawa          | •       | •       |         |         | Martin Umbach        | Chef der Yakuza in San Francisco |
| Adolf Hitler              | Wolf Muser             | •       | •       |         |         | Gerhard Jilka        | Führer |
| ?                         | Mayumi Yoshida         | •       |         |         | •       | Yumiko Yanai         | Japanische Kronprinzessin |
| Hawthorne Abendsen        | Stephen Root           |         | •       | •       |         | Claus Brockmeyer     | Der Mann im hohen Schloss |
| Hawthorne Abendsen        | Stephen Root           |         |         |         | •       | Kai Taschner         | Der Mann im hohen Schloss |
| George Dixon              | Tate Donovan           | •       | •       |         |         | Philipp Moog         | Widerstandsmitglied, leiblicher Vater von Trudy Walker, in der ersten Staffel auf Filmen und Fotos zu sehen                                                                               |
| Alice Adler               | Gillian Barber         |         | •       | •       |         | Marion Hartmann      | Ehefrau von Dr. Adler |
| Lucy Collins              | Emily Holmes           |         | •       | •       |         | Sonja Reichelt       | Ehefrau des deutschen Informationsministers |
| Martin Heusmann           | Sebastian Roché        |         | •       | •       |         | Hans-Georg Panczak   | Reichsminister, später Reichskanzler, leiblicher Vater von Joe Blake |
| Heinrich Himmler          | Kenneth Tigar          |         | •       | •       | •       | Gudo Hoegel          | erst Reichsführer-SS, später Führer |
| Hagan                     | Michael Hogan          |         | •       | •       |         | Dieter Memel         | Ex-Priester, führendes Widerstandsmitglied in San Francisco |
| Josef Mengele             | John Hans Tester       |         |         | •       | •       | Frank Schaff         | Nazi-Arzt und -Forscher |

## Veröffentlichung
| Staffel | Episodenanzahl | Episodenanzahl | Erstveröffentlichung USA | Deutschsprachige Erstveröffentlichung |
| ------- | -------------- | -------------- | ------------------------ | ------------------------------------- |
| 1       | 10             | 1              | 15. Januar 2015          | 18. Dezember 2015                     |
| 1       | 10             | 9              | 20. November 2015        | 18. Dezember 2015                     |
| 2       | 10             | 10             | 16. Dezember 2016        | 13. Januar 2017                       |
| 3       | 10             | 10             | 5. Oktober 2018          | 5. Oktober 2018                       |
| 4       | 10             | 10             | 15. November 2019        | 15. November 2019                     |

Die Pilotfolge wurde in den USA am 15. Januar 2015 über Amazon Instant Video per Streaming veröffentlicht, die Originalversion der ersten Folge ist auch in Deutschland abrufbar. Nach Auswertung der Nutzerabstimmungen bestellte Amazon im Februar 2015 eine komplette Staffel der Serie. Die restlichen neun Episoden sind über Amazon Video seit dem 20. November 2015 abrufbar. Die Veröffentlichung der deutschsprachigen Synchronfassung erfolgte am 18. Dezember 2015.
Die zweite Staffel wurde am 16. Dezember 2016 in Originalsprache veröffentlicht. Die deutschsprachige Synchronfassung wurde am 13. Januar 2017 veröffentlicht.
Am 21. Juli 2018 gab Amazon bekannt, eine vierte Staffel in Auftrag gegeben zu haben. Diese ist seit dem 15. November 2019 abrufbar.
Abgesehen von der ersten Episode bietet Amazon.de die Serie nur im Rahmen des Abonnement-Angebots Prime Video an, also per Subscription-Video-on-Demand.

## Auszeichnungen
Für die erste Staffel gab es zwei Primetime Emmy Awards, je einen für die Kameraführung und für die Gestaltung des Vorspanns. Für diese und die folgende Staffel gab es fünf weitere Emmy-Nominierungen. Außerdem war die Serie für einige andere Preise vorgeschlagen, gewann aber kaum einen davon.

## Kritiken
| Staffel | Rotten Tomatoes | Metacritic |
| ------- | --------------- | ---------- |
| 1       | 95              | 77         |
| 2       | 64              | 62         |
| 3       | 86              | 70         |
| 4       | 92              | noch offen |
| gesamt  | 82              | 73         |

Aus den Bewertungsaggregatoren Rotten Tomatoes und Metacritic, die Kritiken aus überwiegend englischsprachigen Medien auswerten, wird deutlich, dass die zweite Staffel einen deutlich niedrigeren Zuspruch als die anderen Staffeln erfahren hat.
Zu den positiven Kritiken zur ersten Staffel gehören die folgenden:

„Der eigentliche Clou von ‚The Man in the High Castle‘ ist der Verfremdungs- und Entfremdungseffekt, der sich mit der fiktiven Überlagerung der Epochen einstellt. Die verstörende Wirkung des Design-Mash-ups ist nachhaltig, weil die amerikanischen Sechzigerjahre, die im kulturellen Gedächtnis für die Geburt der Popkultur und für Hollywood stehen, durch die alles durchdringende Nazi-Symbolik heftig kontaminiert wird.“

„Geschickt betreibt ‚The Man in the High Castle‘ vollständige Verunsicherung. Denn trauen kann man niemandem in dieser von Gewalt, Einschüchterung und Angst geprägten Welt. […] Angesichts von ‚The Man in the High Castle‘ darf man prophezeien, dass aus den Amazon Studios in den kommenden Jahren noch weitere Qualitäts-Serien zu erwarten sind.“